# دارایی جاری
دارایی جاری یکی از دسته‌های اصلی حساب‌ها در ترازنامه است که نماینده  ارزش کل همهٔ دارایی‌هایی است که می‌توان انتظار داشت در مدت کمتر از یک سال تبدیل به وجه نقد می‌شوند. دارایی‌های جاری شامل پول نقد و سایر حساب‌های با نقدشوندگی سریع هستند. حساب‌های دریافتنی، موجودی کالا، سهام و سایر اوراق بهاداری که در بازار خرید و فروش می‌شوند جزو دارایی‌های جاری به‌حساب می‌آیند.
دارایی جاری به وجوه نقد و سایر دارایی‌هایی که انتظار می‌رود در جریان عملیات جاری واحد، ظرف یک سال تبدیل به وجه نقد گردند، فروخته شوند یا به مصرف رسند، گفته می‌شود. در یک واحد خدماتی کوچک دارایی‌های مذکور علاوه بر وجوه نقد، شامل حساب‌ها و اسناد دریافتنی، موجودی مواد و هزینه‌های پیش‌پرداخت شده است.